# Пам'ятник Антону Головатому (Одеса)
Пам'ятник Антону Головатому в Одесі — бронзова скульптурна композиція присвячена отаману, командувачу Чорноморською козацькою флотилією Антону Головатому.
Одна з вулиць Одеси вже носила ім'я Антона Головатого, але, за проханням місцевих жителів у 1999 році в Одесі також відкрили пам'ятник визначному козацькому отаману.
Свій відомий вірш «До Основ'яненка» Тарас Шевченко написав після прочитання історичного нарису Г. Ф. Квітки «Головатий». У первісному варіанті вірша були такі рядки: «Наш завзятий Головатий не вмре, не загине; от де, люди, наша слава, слава України!».
Але на зауваження П. Куліша Шевченко переробив перші два рядки на інші: «Наша дума, наша пісня не вмре, не загине», проте на одній із стел пам'ятника написано первісний варіант уривку.
Могила Антона Головатого збереглася дотепер в Азербайджані (острів Сари — близько 250 км на південь від м. Баку). На місці поховання збереглась пам'ятна дошка XVIII століття, що змальовує життя А. Головатого, а також надгробна плита на місці поховання інших козаків. Нагляд за місцем поховання здійснюють представники українського посольства в цій країні.

Елемент пам'ятника — Взяття Хаджибею
Елемент пам'ятника — Перехід на Кубань
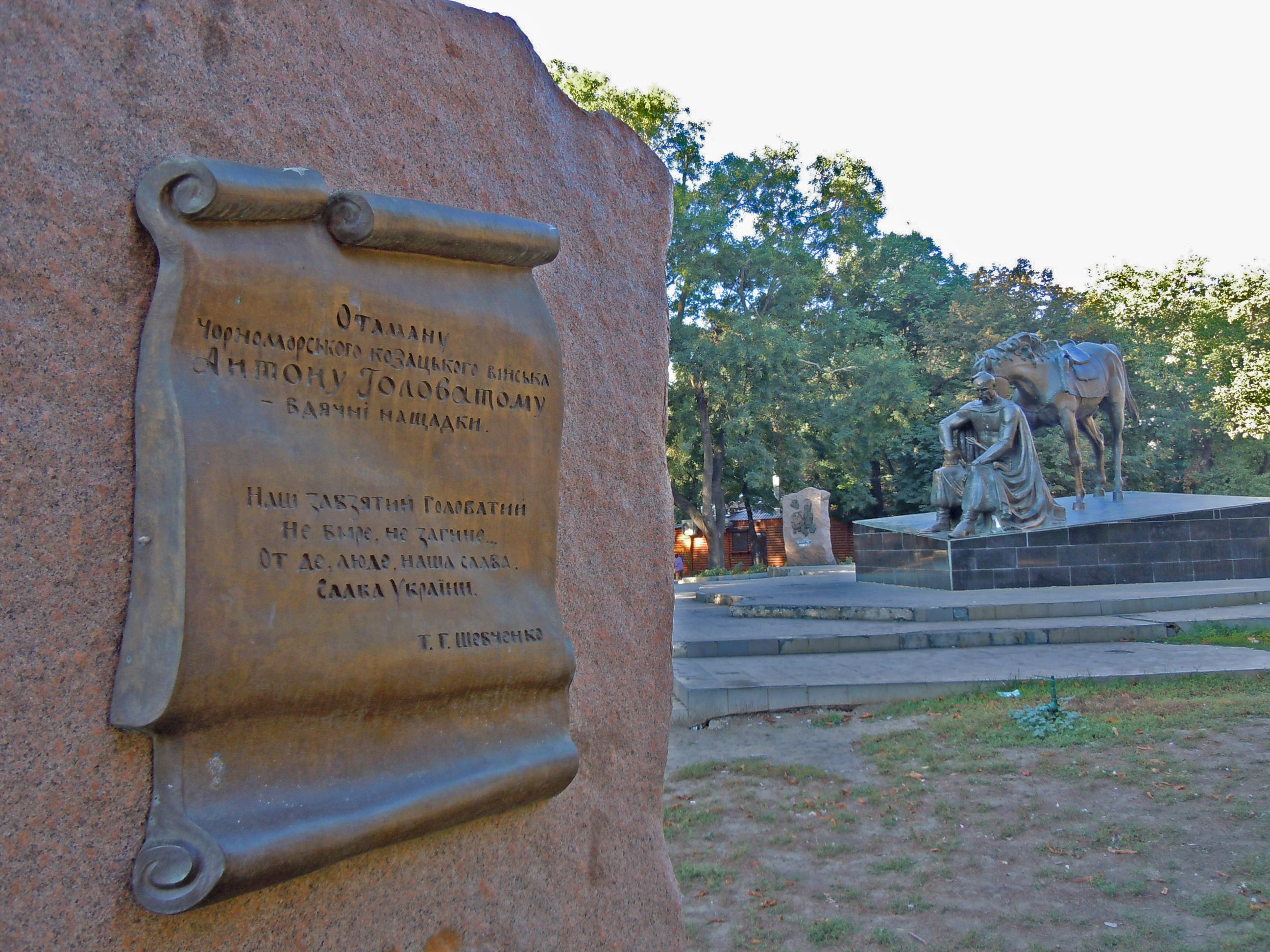
Елемент пам'ятника - уривок з вірша Т. Г. Шевченка
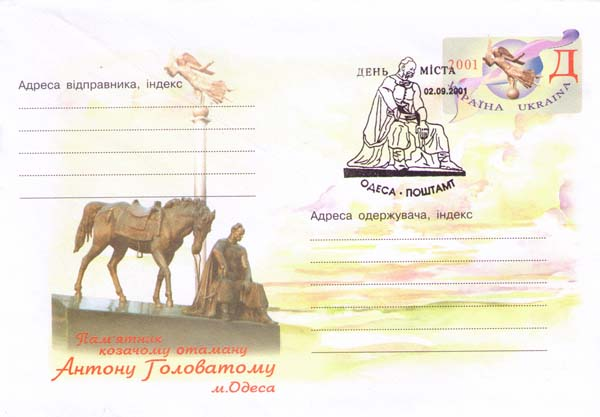
Конверт, випущений Укрпоштою на день міста в 2001 році